# ラ・シャペル＝グラン
ラ・シャペル＝グラン （La Chapelle-Glain）は、フランス、ペイ・ド・ラ・ロワール地域圏、ロワール＝アトランティック県のコミューン。

## 地理

県におけるラ・シャペル＝グランの位置

ラ・シャペル＝グランはアンスニの北31km、アンジェの西55km、ナントの北東66km、レンヌの南85kmにあり、メーヌ＝エ＝ロワール県との県境にある。

## 由来
地元で話されるオイル語の一種ガロ語ではLa Chapèll-Glenとなる。

## 人口統計
| 1962年 | 1968年 | 1975年 | 1982年 | 1990年 | 1999年 | 2007年 | 2012年 |
| ------ | ------ | ------ | ------ | ------ | ------ | ------ | ------ |
| 1211   | 1097   | 898    | 838    | 808    | 761    | 775    | 826    |

source=1999年までLdh/EHESS/Cassini、2004年以降INSEE

## 史跡
- シャトー・ド・ラ・モット＝グラン - 15世紀に建てられた要塞城。歴史記念物[5]。

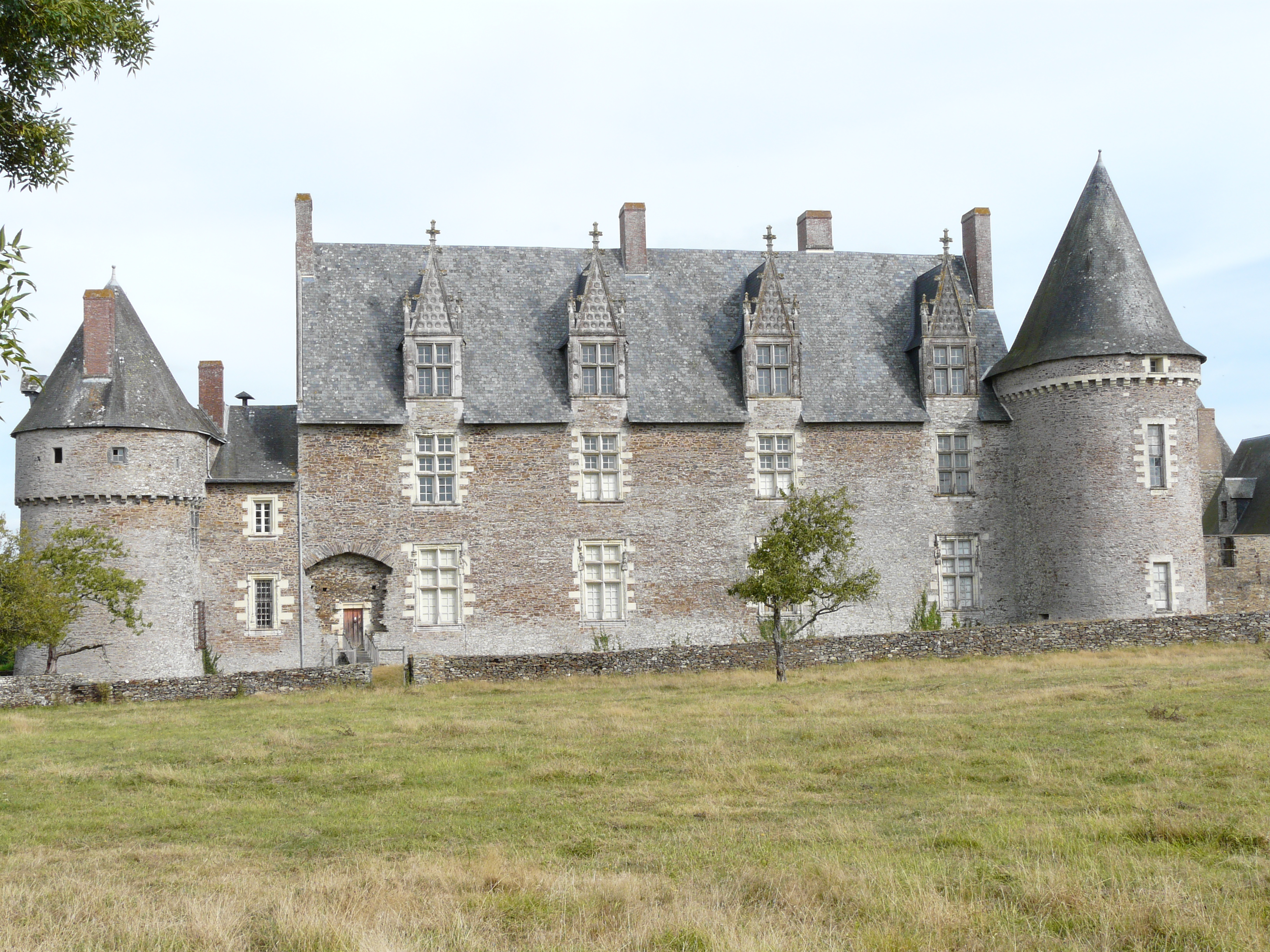
シャトー
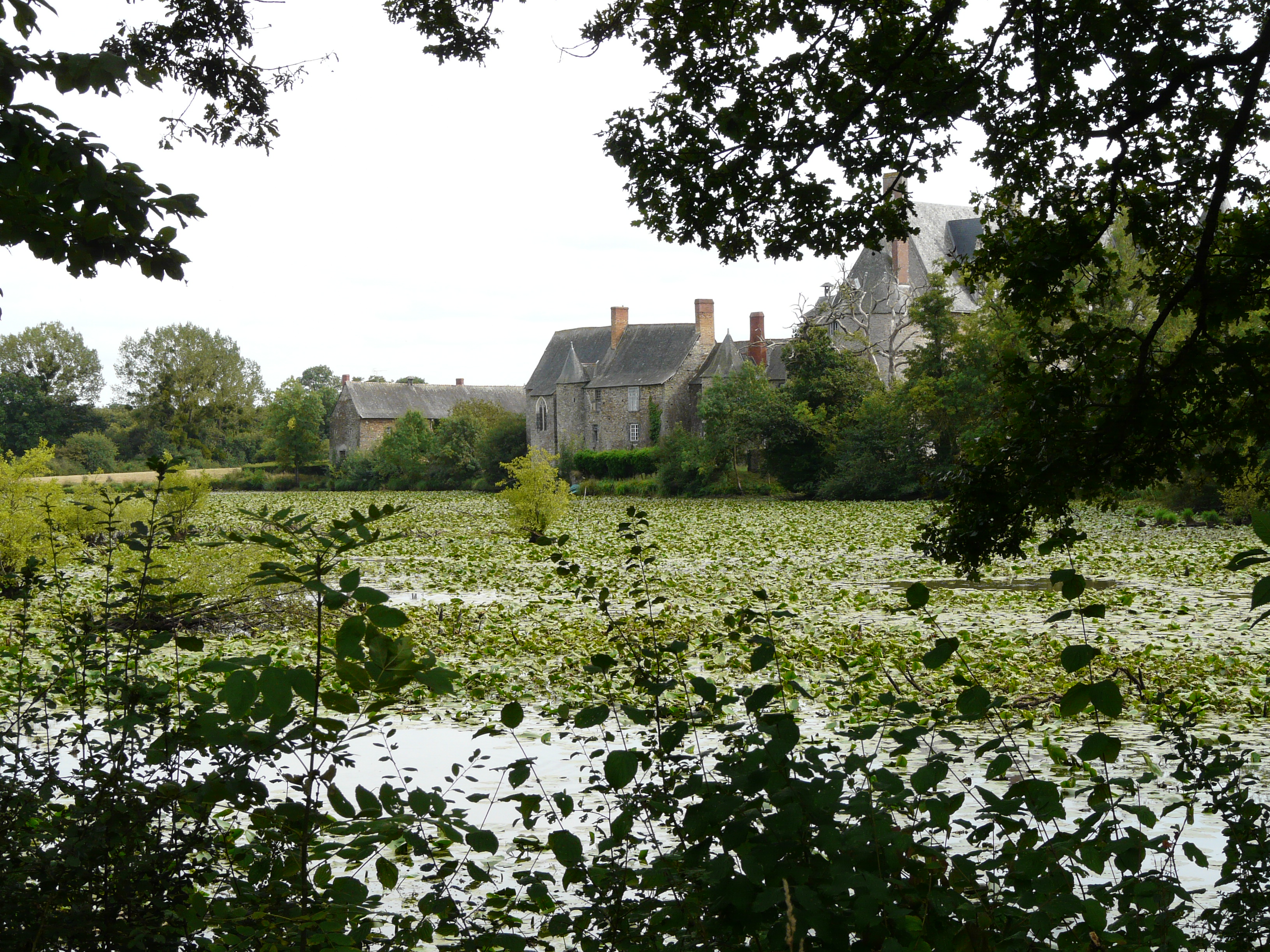
シャトーと付属礼拝堂

## ゆかりの人物
- ディディエ・バルブリヴィアン（fr:Didier Barbelivien） - シンガーソングライター。幼年時代をここですごした。